# Sphaeramia orbicularis
Sphaeramia orbicularis és una espècie de peix pertanyent a la família dels apogònids.

## Descripció
- Pot arribar a fer 10 cm de llargària màxima (normalment, en fa 8,9).
- És de color gris verdós amb una banda vertical i fosca que va des de l'origen de l'aleta dorsal fins davant de l'anus.
- Presenta taques disperses per tot el cos, el cap i la membrana de la primera aleta dorsal.
- Aletes pèlviques fosques.
- 8 espines i 9 radis tous a l'aleta dorsal i 2 espines i 9 radis tous a l'anal.[3][4][5]

## Reproducció
Té lloc cada dues setmanes (poc abans de la lluna nova i de la lluna plena). Els ous són incubats pel mascle durant 8 dies, la fase larval és pelàgica i la maduresa sexual és assolida pels mascles en arribar als 7 cm de longitud i les femelles als 6.

## Alimentació
Menja, durant la nit, principalment crustacis planctònics.

## Hàbitat
És un peix marí, associat als esculls i de clima tropical (30°N-23°S) que viu entre 0-5 m de fondària.

## Distribució geogràfica
Es troba des de l'Àfrica oriental fins a Kiribati, les illes Ryukyu, Nova Caledònia, Palau, l'est de les illes Carolines i les illes Mariannes.

## Observacions
És inofensiu per als humans.